# Nessus (Software)
Nessus ist ein Netzwerk- und Vulnerability Scanner für Linux-, Unix-, Windows- und macOS.
Er basiert auf dem Client-Server-Prinzip, das heißt, dass auf einem Rechner der Nessusserver (nessusd) gestartet wird, mit dem man sich mit einem oder mehreren Clients von einem lokalen oder entfernten Computer aus verbinden kann. Abgesichert wird dies durch SSL-Zertifikate und Passwörter.
Beim Start des Servers werden Plug-ins geladen. Damit lassen sich diverse Sicherheitslücken des Betriebssystems bzw. der Dienste, die auf dem zu scannenden Host laufen, finden. Plug-ins werden in der Nessus-eigenen Skriptsprache „Nessus Attack Scripting Language“ (NASL) erstellt.
Mit dem Client-Programm verbindet man sich mit dem Server und stellt eine Session ein, in der man unter anderem den Ziel-Rechner und Plug-ins eintragen oder verändern kann. Wurde der Scan ausgeführt, gibt der Nessus-Client eine Übersicht über offene Ports (das Scannen der Ports führt Nessus mit Hilfe von nmap durch) und eventuell gefundene Sicherheitslücken aus.

## Lizenz
Seit Oktober 2005 wird das vorher unter der GPL stehende Projekt mit einer proprietären Lizenz angeboten.
Daher führt das Projekt OpenVAS die Entwicklung eines freien Scanners seit der letzten freien Version (2.2) fort.
Das Bundesamt für Sicherheit in der Informationstechnik ließ die Open-Source-Software BOSS (BSI OSS Security Suite) entwickeln, welche auf Nessus aufbaute, stellte dies aber ein und empfahl OpenVAS.
Als "Nessus Essentials" darf eine kostenlose Version seit 2019 auch gewerblich zur Schwachstellenanalyse eingesetzt werden.